# Italo Rossi (calciatore)
Italo Rossi (Milano, 5 maggio 1898 – Sanremo, 19 maggio 1978) è stato un allenatore di calcio e calciatore italiano, di ruolo ala.

## Caratteristiche tecniche

### Calciatore
Ha iniziato come ala, venendo successivamente impiegato in tutti i ruoli dell'attacco. Sul finire di carriera ha arretrato il suo raggio d'azione, ricoprendo anche il ruolo di centromediano.

## Carriera

### Giocatore
Esordì con l'Inter, partecipando alla Coppa Federale 1915-1916, e quindi disputò la Coppa Mauro 1918-1919 con la US Milanese. Al termine della Prima Guerra Mondiale passò al Legnano, impegnato nel campionato di Prima Categoria 1919-1920, e in maglia lilla rimase fino al 1929 mettendo a segno un massimo di 11 reti nel campionato di Divisione Nazionale 1928-1929. In seguito si trasferì alla Pro Patria, con cui giocò per quattro stagioni in Serie A; esordì nella massima serie a girone unico il 6 ottobre 1929, nella vittoria interna contro la Cremonese (4-2), mettendo a segno 14 reti (record personale) nella sua prima stagione in maglia bustocca. Tra queste spiccano le cinque reti siglate nella vittoria casalinga del 19 gennaio 1930 contro la Roma per 6-1, sotto la guida di Augusto Rangone.
Nelle stagioni successive il bottino di reti diminuisce, anche a causa del cambio di ruolo, e al termine della stagione 1933-1934 passa al Russi, in terza serie, dove ricopre anche il ruolo di allenatore. Nella stagione successiva approda alla Reggiana, dove è ancora allenatore e giocatore fino al 1937. Si ritira nel 1938, dopo una comparsata nel Savona.

### Allenatore
Dopo le esperienze di Russi, Reggio Emilia e Savona, allenò l'Arezzo, il Manfredonia, il Siracusa e, dopo la guerra, nuovamente l'Arezzo. Nella stagione 1947-1948 fu sulla panchina del Piacenza, con cui non evitò la retrocessione in Serie C, e l'anno dopo guidò la Sanremese al quarto posto nel campionato di Serie C.

## Statistiche

### Presenze e reti nei club[1]
| Stagione          | Squadra           | Campionato        | Campionato | Campionato | Coppe nazionali | Coppe nazionali | Coppe nazionali | Altre coppe | Altre coppe | Altre coppe | Totale | Totale |
| Stagione          | Squadra           | Comp              | Pres       | Reti       | Comp            | Pres            | Reti            | Comp        | Pres        | Reti        | Pres   | Reti   |
| ----------------- | ----------------- | ----------------- | ---------- | ---------- | --------------- | --------------- | --------------- | ----------- | ----------- | ----------- | ------ | ------ |
| 1915-1916         | Inter             | -                 | -          | -          | -               | -               | -               | CF          | 2           | 0           | 2      | 0      |
| 1918-1919         | US Milanese       | -                 | -          | -          | -               | -               | -               | CM          | 1           | 0           | 1      | 0      |
| 1919-1920         | Legnano           | PC                | 16         | 0          | -               | -               | -               | -           | -           | -           | 16     | 0      |
| 1920-1921         | Legnano           | PC                | 22         | 4          | -               | -               | -               | -           | -           | -           | 22     | 4      |
| 1921-1922         | Legnano           | PD                | 21         | 3          | -               | -               | -               | -           | -           | -           | 21     | 3      |
| 1922-1923         | Legnano           | PD                | 21         | 2          | -               | -               | -               | -           | -           | -           | 21     | 2      |
| 1923-1924         | Legnano           | PD                | 22         | 7          | -               | -               | -               | -           | -           | -           | 22     | 7      |
| 1924-1925         | Legnano           | PD                | 20         | 2          | -               | -               | -               | -           | -           | -           | 20     | 2      |
| 1925-1926         | Legnano           | PD                | 23         | 1          | -               | -               | -               | -           | -           | -           | 23     | 1      |
| 1926-1927         | Legnano           | PD                | 17         | 8          | CI              | 1               | 0               | CA          | 8           | 7           | 26     | 15     |
| 1927-1928         | Legnano           | PD                | 16         | 9          | -               | -               | -               | -           | -           | -           | 16     | 9      |
| 1928-1929         | Legnano           | DN                | 28         | 11         | -               | -               | -               | -           | -           | -           | 28     | 11     |
| Totale Legnano    | Totale Legnano    | Totale Legnano    | 206        | 47         | -               | 1               | 0               | -           | 8           | 7           | 215    | 54     |
| 1929-1930         | Pro Patria        | A                 | 30         | 14         | -               | -               | -               | -           | -           | -           | 30     | 14     |
| 1930-1931         | Pro Patria        | A                 | 33         | 5          | -               | -               | -               | -           | -           | -           | 33     | 5      |
| 1931-1932         | Pro Patria        | A                 | 31         | 8          | -               | -               | -               | -           | -           | -           | 31     | 8      |
| 1932-1933         | Pro Patria        | A                 | 26         | 10         | -               | -               | -               | -           | -           | -           | 26     | 10     |
| 1933-1934         | Pro Patria        | B                 | 24         | 4          | -               | -               | -               | -           | -           | -           | 24     | 4      |
| Totale Pro Patria | Totale Pro Patria | Totale Pro Patria | 144        | 41         | -               | -               | -               | -           | -           | -           | 144    | 41     |
| 1934-1935         | Russi             | PD                | 22         | 4          | -               | -               | -               | -           | -           | -           | 22     | 4      |
| 1935-1936         | Reggiana          | PD                | 4          | 3          | CI              | 1               | 0               | -           | -           | -           | 5      | 3      |
| 1936-1937         | Reggiana          | PD                | 7          | 1          | CI              | 0               | 0               | -           | -           | -           | 7      | 1      |
| Totale Reggiana   | Totale Reggiana   | Totale Reggiana   | 11         | 4          | -               | 1               | 0               | -           | -           | -           | 12     | 4      |
| 1936-1937         | Savona            | PD                | 2          | 0          | CI              | 0               | 0               | -           | -           | -           | 2      | 0      |
| Totale carriera   | Totale carriera   | Totale carriera   | 385        | 96         | -               | 2               | 0               | -           | 11          | 7           | 398    | 103    |

### Statistiche da allenatore
| Stagione  | Squadra     | Campionato | Piazzamento | Andamento | Andamento | Andamento | Andamento | Andamento  |
| Stagione  | Squadra     | Campionato | Piazzamento | Giocate   | Vittorie  | Pareggi   | Sconfitte | % vittorie |
| --------- | ----------- | ---------- | ----------- | --------- | --------- | --------- | --------- | ---------- |
| 1935-1936 | Reggiana    | C          | 2º          | 30        | 21        | 3         | 6         | 70,00      |
| 1936-1937 | Reggiana    | C          | 5º          | 30        | 14        | 10        | 6         | 46,67      |
| 1937-1938 | Savona      | C          | 2º          | 30        | 18        | 1         | 11        | 60,00      |
| 1938-1939 | Arezzo      | C          | 9º          | 24        | 8         | 4         | 12        | 33,33      |
| 1939-1940 | Manfredonia | C          | 15º         | 28        | 0         | 2         | 26        | &0,00      |
| 1941-1942 | Siracusa    | C          | 2º          | 24        | 16        | 3         | 5         | 66,67      |
| 1945-1946 | Arezzo      | C          | 8º          | 26        | 9         | 8         | 9         | 34,62      |
| 1946-1947 | Arezzo      | C          | 4º          | 20        | 8         | 5         | 7         | 40,00      |
| 1947-1948 | Piacenza    | B          | 9º          | 34        | 15        | 6         | 13        | 44,12      |
| 1948-1949 | Sanremese   | C          | 4º          | 42        | 21        | 9         | 12        | 50,00      |
| Totale    | Totale      | Totale     | Totale      | 288       | 130       | 51        | 107       | 45,14      |